# Parlier
Parlier é uma cidade localizada no estado americano da Califórnia, no condado de Fresno. Foi incorporada em 15 de novembro de 1921.

## Geografia
De acordo com o United States Census Bureau, a cidade tem uma área de 5,7 km², onde todos os 5,7 km² estão cobertos por terra.

## Demografia
Segundo o censo nacional de 2010, a sua população é de 14 494 habitantes e sua densidade populacional é de 2 555,33 hab/km². É a cidade mais densamente povoada do condado de Fresno. Possui 3 494 residências, que resulta em uma densidade de 616 residências/km².